# Неа Тенедос
Неа Тенедос или Кара тепе (на гръцки: Νέα Τένεδος) е село в Егейска Македония, Гърция, в дем Неа Пропонтида, административна област Централна Македония. Според преброяването от 2001 година Неа Тенедос има 355 жители.

## География
Неа Тенедос е разположено в западната част на Халкидическия полуостров, на 5 километра североизточно от град Неа Триглия.

## История

### В Османската империя
Към 1900 година според статистиката на Васил Кънчов („Македония. Етнография и статистика“) в Кара Тепе Махала живеят 75 жители турци.

### В Гърция
В 1912 година, по време на Балканската война, в Кара тепе влизат гръцки части и след Междусъюзническата война в 1913 година остава в Гърция. След Гръцко-турската война в 1922 година турското му население се изселва и на негово място са заселени гърци бежанци от остров Тенедос. Прекръстено е на Неа Тенедос, в превод Нов Тенедос.
| Име        | Име        | Ново име  | Ново име  | Описание                                 |
| ---------- | ---------- | --------- | --------- | ---------------------------------------- |
| Пилаф Тепе | Πιλάφ Τεπέ | Корифи    | Κορυφή    |                                          |
| Тепес      | Τεπές      | Ипсома    | Ύψωμα     | възвишение на ССИ от Неа Тенедос (260 m) |
| Есе Каран  | Έσέ Κοράνη | Дросерон  | Δροσερόν  | възвишение на ССИ от Неа Тенедос         |
| Чатакли    | Τσιατακλή  | Дихалотон | Διχαλωτόν | възвишение на ССИ от Неа Тенедос         |
| Адас       | Άντάς      | Ниси      | Νησί      | възвишение на СИ от Неа Тенедос          |